# دراسات عليا

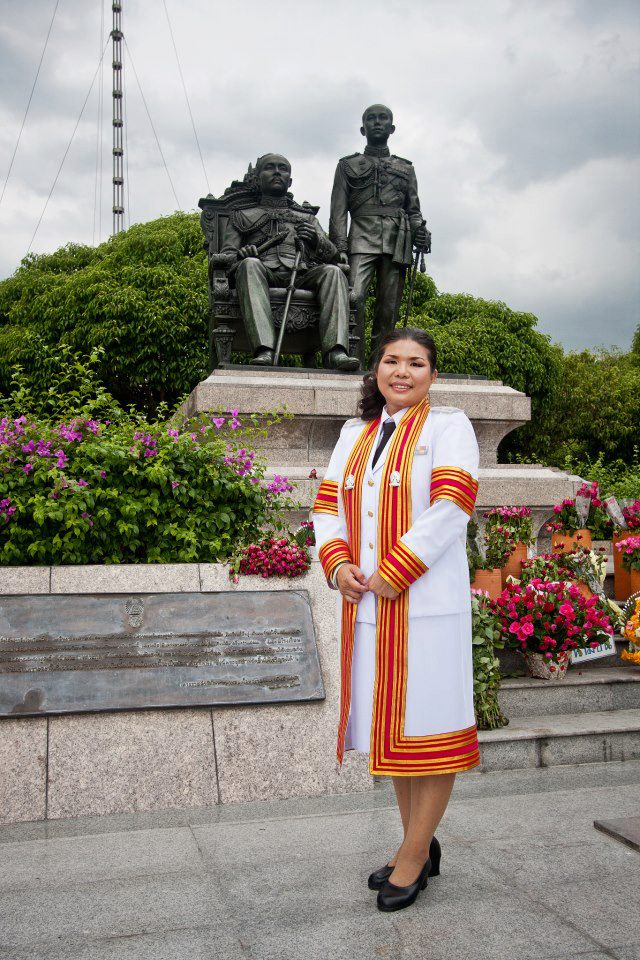
خريجة دكتوراه (PhD) من جامعة شولالونغكورن في تايلاند، ترتدي ثوبًا أكاديميًا في حفل تخرجها.

الدراسات العليا أو التعليم العالي أو التعليم فوق الجامعي من الدرجات الأكاديمية أو المهنية أو الشهادات أو الدبلومات أو المؤهلات الأخرى التي يتبعها عادةً طلاب ما بعد المرحلة الثانوية الذين حصلوا على الدرجة الجامعية (البكالوريوس).
يختلف تنظيم وهيكل التعليم العالي باختلاف البلدان، وكذلك باختلاف المؤسسات داخل البلدان. في حين أن مصطلح "graduate school" أو "grad school" يستخدم عادة في أمريكا الشمالية (كندا والولايات المتحدة)، فإن مصطلح "postgraduate" (أو "post-graduate") غالبا ما يستخدم في مناطق مثل أستراليا وبنغلاديش والهند وأيرلندا ومعظم دول أمريكا اللاتينية ونيوزيلندا وباكستان وجنوب إفريقيا وسريلانكا وجنوب شرق آسيا والمملكة المتحدة.
يمكن أن تشمل درجات الدراسات العليا درجات الماجستير ودرجات الدكتوراه ومؤهلات أخرى مثل دبلومات الدراسات العليا والشهادات والدرجات المهنية. يجري التمييز عادة بين كليات الدراسات العليا (حيث تختلف الدورات الدراسية في درجة توفير التدريب لمهنة معينة) والمدارس المهنية، والتي يمكن أن تشمل كلية الطب، وكلية الحقوق، وكلية الأعمال، وغيرها من المؤسسات في المجالات المتخصصة مثل التمريض، أو علم أمراض النطق واللغة، أو الهندسة، أو الهندسة المعمارية. الفرق بين كليات الدراسات العليا والكليات المهنية ليس مطلقًا نظرًا لأن الكليات المهنية المختلفة تقدم شهادات عليا والعكس صحيح.
يعد إنتاج البحوث الأصلية عنصرا هاما في الدراسات العليا في العلوم الإنسانية والعلوم الطبيعية والعلوم الاجتماعية. يؤدي هذا البحث عادةً إلى كتابة أطروحة أو أطروحة والدفاع عنها. في برامج الدراسات العليا الموجهة نحو التدريب المهني (على سبيل المثال؛ ماجستير الإدارة العامة MPA، ماجستير إدارة الأعمال MBA، دكتوراه في القانون JD، دكتور في الطب MD)، قد تتكون الدرجات العلمية فقط من الدورات الدراسية، دون مكون البحث أو الأطروحة الأصلي. غالبًا ما يتلقى طلاب الدراسات العليا في العلوم الإنسانية والعلوم والاجتماعية تمويلًا من جامعتهم (على سبيل المثال، الزمالات أو المنح الدراسية) أو منصب مساعد تدريس أو وظيفة أخرى؛ في برامج الدراسات العليا ذات التوجه المهني، تقل احتمالية حصول الطلاب على التمويل، وعادةً ما تكون الرسوم أعلى بكثير.
على الرغم من أن برامج الدراسات العليا تختلف عن برامج الشهادات الجامعية، إلا أن تعليم الدراسات العليا (في الولايات المتحدة وأستراليا وبلدان أخرى) غالبًا ما يقدم من قبل بعض كبار أعضاء هيئة التدريس والأقسام الأكاديمية نفسها التي تقوم بتدريس الدورات الجامعية. على عكس برامج البكالوريوس، من الأقل شيوعًا أن يأخذ طلاب الدراسات العليا دورات دراسية خارج مجال دراستهم المحدد على مستوى الدراسات العليا. ومع ذلك، في برامج الدكتوراه، من الشائع جدًا أن يأخذ الطلاب دورات من نطاق أوسع من الدراسة، حيث يُطلب عادةً أخذ جزء ثابت من الدورات الدراسية، والذي يُعرف أحيانًا باسم الإقامة، من خارج القسم والجامعة للمرشح الباحث عن الدرجة العلمية لتوسيع القدرات البحثية للطالب. في شرق آسيا، يُطلق على الطلاب الذين يتابعون برامج الدراسات العليا اسم "طلاب البحث".